# ایشگاه (رودبنه)
ایشکا (به گیلکی: ایشکه) روستایی از توابع دهستان رودبنه از بخش رودبنه شهرستان لاهیجان واقع در استان گیلان از کشور ایران است.
مردم این روستا جملگی گیلک هستند و به زبان گیلکی صحبت می‌کنند.
جمعیت این روستا در سال ۱۳۸۵ بالغ بر تن برآورد شده‌است.رشد جمعیت روستا منفی است به طوری که جمعیت آن در سال ۱۳۹۰ به ۴۵۹ نفر تقلیل یافته‌است.
روستا به دو بخش کوچکتر بالا محله ایشکا و پایین محله ایشکا تقسیم شده‌است. گورستان روستا در پایین محله ایشکا در جوار قبر یک امامزاده واقع است.
شغل اصلی مردم این روستا کشاورزی است. رهاورد اصلی این روستا برنج و انواع سبزی می‌باشد.